# Jan Kounen
Jan Kounen (de son vrai nom Jan Coenen) est un réalisateur, producteur de cinéma et scénariste français d'origine néerlandaise, né le 2 mai 1964 à Utrecht (Pays-Bas).

## Biographie
Jan Kounen fait ses études supérieures à l'École des arts décoratifs de Nice, où il tourne ses premiers courts métrages. Il obtient en 1988 le diplôme national supérieur d'expression plastique. Il filme dans les années 1990 plusieurs spots publicitaires en France, en Allemagne et en Grande-Bretagne. Parmi ces spots se trouvent des publicités pour : Nuts, Peugeot 806, Tang, Gin Gordon’s, Miko, Adidas, Smirnoff, Toyota, Bacardi Rigo, Bass (bière du groupe InBev)...
Au début des années 1990 également, on fait appel à lui pour la réalisation de vidéo-clips dont, notamment, quatre clips pour le groupe britannique Erasure, celui de Pauline Ester illustrant la chanson Le monde est fou, un pour le groupe français Elmer Food Beat et un autre pour le groupe Assassin.
En décembre 1994, il photographie Vanessa Paradis dans une reprise du rôle mythique de Tippi Hedren dans Les Oiseaux d'Alfred Hitchcock le temps d'une séance photographique expérimentale.
En 1997, Jan Kounen réalise son premier long-métrage : Dobermann, adapté de l'œuvre de Joël Houssin. Ce film d'action excentrique et énergique met en scène le couple Vincent Cassel et Monica Bellucci, épaulés par Tchéky Karyo et les acteurs fétiches de Kounen : Dominique Bettenfeld et Antoine Basler, que l'on retrouve tous deux dans quasiment tous ses films. En 2011, le projet d'une suite est officiellement abordé.
En 2002, il aurait coréalisé le film Bâtards de Frédéric Saurel sans être crédité au générique. [réf. nécessaire] Il en a réalisé la séquence dite du « Phantasme de la parisienne », qualifiée de « petit bijou » par La Dépêche du Midi.
Il faut attendre sept ans pour voir le second long-métrage de Jan Kounen : Blueberry, l'expérience secrète, adapté des bandes-dessinées éponymes de Gir et Charlier, sort en 2004. À cette occasion, Jan Kounen retrouve son acteur de Dobermann, Vincent Cassel. Pour le rôle de Mike Blueberry, Val Kilmer fut un temps envisagé. Le film est tourné en anglais et comporte principalement des acteurs anglophones : Michael Madsen, Juliette Lewis, Colm Meaney. Jan Kounen collaborera ensuite avec Guillermo Arévalo (en) sur de nombreux projets jusqu'en 2020. Le film, d'une grande liberté visuelle, divise la critique et déconcerte le public.
L'année suivante, en 2005, sort le documentaire D'autres mondes, offrant complément à Blueberry, l'expérience secrète. L'on y voit une partie des voyages de Jan en Amérique du Sud et son apprentissage du chamanisme et de la culture Shipibo-Conibo, en Amazonie péruvienne.
Toujours dans cette veine mystique, sort en 2006, Darshan, l'étreinte, nouveau documentaire, cette fois-ci sur Amma, une femme indienne considérée comme une sainte dans son pays et pour laquelle des gens sont prêts à parcourir des kilomètres pour recevoir son étreinte (appelée darshan). Une nouvelle fois, le film est très sensoriel.
Nouvelle adaptation en 2007, avec la sortie de 99 francs, tiré du roman du même nom de Frédéric Beigbeder. Pour cette satire du monde de la publicité, il dirige Jean Dujardin, Jocelyn Quivrin, Élisa Tovati, Patrick Mille et Vahina Giocante. 

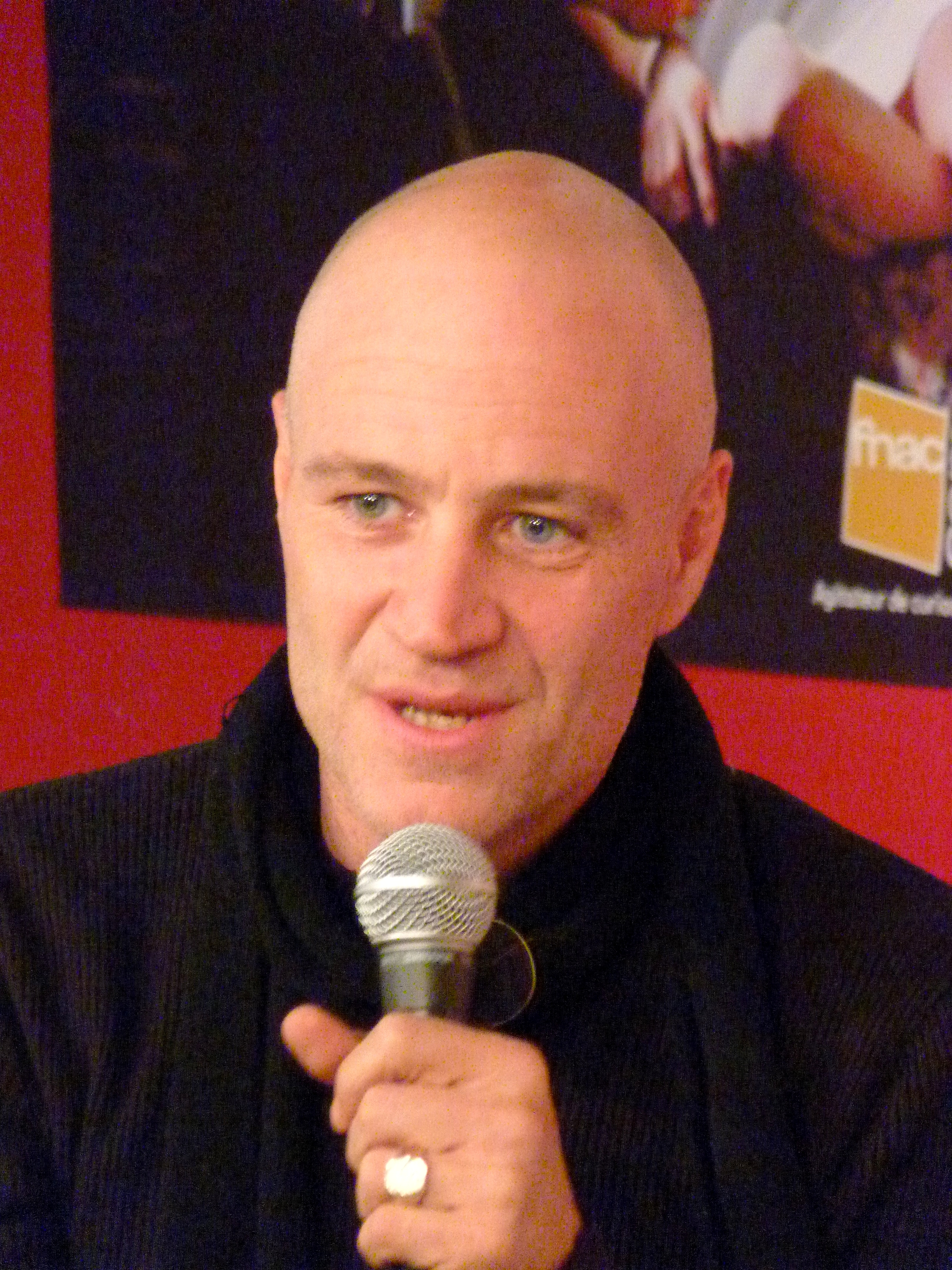
Jan Kounen en 2010, pour la sortie vidéo de Coco Chanel et Igor Stravinsky.

Fin 2009 sort Coco Chanel et Igor Stravinsky. Il met en scène la relation amoureuse et admirative entre Coco Chanel (Anna Mouglalis) et Igor Stravinsky (Mads Mikkelsen) au début des années 1910. Le film fait la clôture du Festival de Cannes 2009. Il s'agit du film le plus « sage » de Jan, délaissant les prouesses visuelles et les mouvements de caméra pour adopter un style plus posé. Le film effectue une modeste carrière en salles (100 000 entrées en deux semaines).
Jan Kounen, qui a déjà dirigé Jean Dujardin dans 99 francs, accepte de réaliser un segment du film à sketches Les Infidèles, produit par l'acteur. Intitulée Ultimate Fucking, cette contribution du cinéaste met en scène Mélanie Doutey dans le rôle d'une manipulatrice et son compagnon à la ville Gilles Lellouche. Jugé trop trash et trop éloigné de l'univers du film, il est finalement coupé au montage, mais réintégré lors de la sortie en vidéo. Cette décision est la source d'une brouille entre Kounen et Dujardin, qui compromet les chances d'une suite au succès 99 francs,. C'est Beigbeder lui-même qui adapte finalement le roman Au secours pardon en 2016, sous le titre L'Idéal, avec Gaspard Proust dans le rôle d'Octave Parango.
En 2011, il est l'un des soutiens célèbres de la pétition du chef Raoni contre le barrage de Belo Monte. L'année suivante, il confirme son engagement auprès du chef amazonien en tournant un spot de sensibilisation avec Vincent Cassel pour Planète Amazone afin de dénoncer la participation d'entreprises européennes à la déforestation de l'Amazonie et les impacts de Belo Monte sur les peuples indigènes.
En janvier 2013, Canal+ diffuse son adaptation en deux parties du Vol des cigognes, premier roman de Jean-Christophe Grangé, publié en 1994.
Il est président du jury de la sélection longs métrages au festival international du film fantastique de Gérardmer 2014, qui a lieu du 29 janvier au 2 février 2014.
En 2016, il co-réalise le documentaire Mère Océan avec sa compagne Anne Paris, retraçant la grossesse de l'apnéiste Leina Sato accompagnée de Jean-Marie Ghislain, photographe, à la recherche de contacts rapprochés avec différentes espèces de cétacés dans plusieurs endroits du globe (Polynésie, Marquises, Hawaï, etc.).
Le 10 décembre 2013, il décide de s'arrêter de fumer. Cela lui donne l'envie de faire un documentaire Vape Wave sur la cigarette électronique. Ce documentaire va au cœur du monde du vapotage et de ses diverses facettes encore peu connues du grand public. Sa réalisation a été financée en partie par un appel au financement participatif. Le film est présenté lors de du festival Tous Écrans de Genève fin 2016. Le film est diffusé pour la première fois à la télévision suisse sur RTS Deux le 22 mai 2017.
En septembre 2017 il est nommé parrain de la sixième promotion de l'École de la cité, école de cinéma fondée par Luc Besson.
La même année, il réalise la mini série The Show (sexe, drogues et algorithmes), une libre adaptation du roman du même nom de Filip Syta. La série se compose de 8 épisodes de 8 à 17 minutes disponibles sur l'application mobile Blackpills depuis le 23 avril 2018.
En 2019, il présente trois projets en réalité virtuelle : -22.7°C (co-réalisé avec Molécule et Amaury La Burthe) qui fait sa première à SxSW, ainsi que 7 Lives (écrit par Charles Ayats et Sabrina Calvo) et Ayahuasca - Kosmik Journey qui sont présentés à Tribeca Immersive, la sélection réalité virtuelle du Festival du film de Tribeca.
Il réalise ensuite la comédie Mon cousin avec notamment Vincent Lindon et François Damiens, sortie en 2020. En 2023, il est annoncé à la réalisation d'une nouvelle adaptation du roman L'Homme qui rétrécit de Richard Matheson, avec Jean Dujardin dans le rôle-titre.

## Filmographie

### Réalisateur

#### Cinéma
- 1997 : Dobermann
- 2004 : Blueberry, l'expérience secrète
- 2007 : 99 francs
- 2009 : Coco Chanel et Igor Stravinsky
- 2013 : Le Vol des cigognes
- 2020 : Mon cousin
- 2025 : L'Homme qui rétrécit

#### Documentaires
- 2004 : D'autres mondes
- 2005 : Darshan, l'étreinte
- 2016 : Mère Océan
- 2016 : Vape Wave

Réalité virtuelle
- 2019 : -22.7°C - co-réalisé avec Molécule et Amaury la Burthe, docu-fiction en version 360° et interactif
- 2019 : 7 Lives - écrit par Sabrina Calvo et Charles Ayats, fiction interactive
- 2019 : Ayahuasca - Kosmik Journey, expérience interactive sur l'ayahuasca, dans la lignée de Blueberry, l'expérience secrète et D'autres Mondes

#### Courts métrages
- 1986 : Les Aventures de Jeff Blizzard, fiction de 16 min en noir & blanc, dont 4 min 30 s coréalisés avec Patrick Segui
- 1986 : The Broadsword
- 1986 : Soft, film d'animation
- 1987 : Het Journaal, dessin animé
- 1987 : Het Virus, film d'animation
- 1989 : Gisèle Kérozène
- 1990 : L'Âge de plastic
- 1994 : Capitaine X
- 1994 : Vibroboy
- 1996 : Le Dernier Chaperon rouge
- 2006 : 8 - segment L'Histoire de Panshin Beka
- 2012 : Les Infidèles - segment Ultimate Fucking (coupé au montage pour la sortie en salles mais réintégré lors de la sortie vidéo)

#### Série télévisée
2018 : The Show

#### Clips
- 1990 : Chihuahuas
- 1990 : Elmer Food Beat - Le plastique c'est fantastique
- 1990 : Pauline Ester - Le monde est fou
- 1992 : Erasure - Lay All Your Love On Me
- 1992 : Erasure - S.o.s.
- 1992 : Erasure - Voulez-Vous
- 1994 : Erasure - Always
- 2000 : Assassin - Touche d'espoir

#### Publicités
- Data Genéral - pub / 3 films de 30": archer / data center / hélico / prod Gédéon / USA
- Fosters - pub 40 secondes / RU prod H.L.A.
- Coca cola - pub 30 secondes / campagne: red hot summer / R.U. prod H.L.A.
- Adidas predator - pub 60 secondes international / prod H.L.A.
- Miko - pub 20 secondes Espagne / prod Dream team
- Gold beer - 60"/ prod H.L.A (R.U.)
- Bass - 2 films de 30" / Leitz agency / prod H.L.A (R.U.)
- Gordon's gin - 40"cinéma / prod H.L.A (R.U.)
- Tang - 20" / Ogilvy / prod Gédéon
- Peugeot les sirènes - 30"/ agence H.D.M / prod F.American
- Nuts - 20" / prod Gédéon
- Cassette deux titres - 4 films de 10" / H.D.M prod Gédéon
- Pauline Ester - 20" pub disque / prod Ganesa
- Bon voyage - 20" pub disque / prod Ganesa
- Clash - 20" pub disque / prod Ganesa
- Dessiner c'est gagner - 30 " / Milton Bradley BDDP / prod il est en réunion
- Combat d'araignées - 20"/ Milton Bradley BDDP / prod il est en réunion

### Scénariste
- 1994 : Capitaine X (coécrit avec Carlo De Boutiny et Anne Paris)
- 1994 : Vibroboy (coécrit avec Carlo De Boutiny)
- 1996 : Le Dernier chaperon rouge (coécrit avec Carlo De Boutiny)
- 2004 : Blueberry, l'expérience secrète (coécrit avec Matt Alexander et Gérard Brach, d'après la bande dessinée de Jean-Michel Charlier et Jean Giraud dit « Moebius »)

### Producteur
- 1994 : Capitaine X
- 1994 : Vibroboy
- 2004 : D'autres mondes (documentaire)

### Producteur exécutif
- 2009 : Citizen Hero (court-métrage réalisé par Christophe Perie)

### Acteur
- 1989 : Gisèle Kérozène : le paraplégique
- 1996 : Je suis ton châtiment, de Guillaume Bréaud
- 1997 : Dobermann : l'homme dans le sas de la banque
- 2004 : Blueberry, l'expérience secrète : Billy
- 2007 : 99 francs : Pyjaman et le spectateur dans la salle du cinéma
- 2013 : 9 mois ferme d'Albert Dupontel : le détenu chauve #2

## Publications
- 2005 : Visions : Regards sur le chamanisme, en complément de Blueberry, l'expérience secrète et D'autres mondes
- 2006 : Dans les bras d'Amma, en complément de l'édition de Darshan : L'étreinte
- 2007 : 99 francs : Le manuel d'utilisation de la société d'hyperconsommation, avec Frédéric Beigbeder, en complément de l'édition de 99 francs
- 2008 : Plantes et chamanisme : Conversations autour de l'ayahuasca et de l'iboga, avec Jérémy Narby et Vincent Ravalec, en complément de l'édition de Blueberry, l'expérience secrète et D'autres mondes
- 2011 : Carnets de voyages intérieurs. Ayahuasca médicina, un manuel, en complément de l'édition de Blueberry, l'expérience secrète et D'autres mondes
- « Ayahuasca et Cinéma : dialogue avec Jan Kounen » in Romuald Leterrier, La Danse du serpent : Réflexions sur l'Ayahuasca, le réel, et le savoir visionnaire, Autrecourt, Chamaneditionumeric, 2011, 282 p. (ISBN 979-10-90289-00-0)

## Distinctions
- Grand prix du court-métrage du Festival du film fantastique d'Avoriaz en 1989 pour Gisèle Kérozène ;
- Prix de la recherche au Festival du court-métrage de Clermont-Ferrand en 1994[16] pour Vibroboy ;
- Grand prix du documentaire au Festival mondial du film d'aventure de Manaus en 2004 pour D'autres mondes.

## Projets en cours
- The Dogwalkers : adaptation du roman Trois hommes, deux chiens et une langouste de Iain Levison. Jan Kounen décrit ce projet comme une « comédie barrée ». En janvier 2014, il dit en être au stade de l'écriture, avec des acteurs en tête et souhaiterait le tourner dans l'année[17].
- Windwalkers: Chronicle of the 34th Horde : projet de film d'animation tiré du roman La Horde du Contrevent. Il s'agirait du premier film d'animation du réalisateur. Le film serait en langue anglaise, tourné en 3D, en capture de mouvement et verrait Marc Caro diriger les effets spéciaux[18]. Selon ses propres dires, il s'agit d'un projet « titanesque »[17].

## Projets abandonnés
- 99 roubles : Jan Kounen a travaillé sur une possible suite à 99 francs. Baptisé 99 roubles, le film aurait été l'adaptation du livre Au secours pardon de Frédéric Beigbeder et aurait vu le retour de Jean Dujardin dans la peau du publicitaire Octave Parango[19]. Le projet a semblé néanmoins avoir du plomb dans l'aile à la suite de l'éviction du segment réalisé par Jan Kounen pour le film à sketches Les Infidèles, produit par Jean Dujardin[5]. En janvier 2014, il annonce que le projet ne se fera pas, ou en tout cas pas avec lui[17]. Le livre est finalement adapté au cinéma par Frédéric Beigbeder lui-même en 2015 sous le titre L'Idéal.
- Dobermann 2 : un temps évoquée, la suite à Dobermann[20] ne se fera finalement pas. Réticent au départ, Jan Kounen fut un moment tenté, mais c'est Vincent Cassel qui ne souhaite désormais plus le faire, et comme l'explique Jan Kounen : « S'il n'y a pas Vincent, je ne le fais pas, donc peut-être que le projet se fera mais ce sera sans nous. »[17]